# الجدول الزمني للرياضات النسائية
يمتد الجدول الزمني للرياضات النسائية من التاريخ القديم حتى القرن الحادي والعشرين ويشمل كلاً من الرياضات التنافسية والمزايا الجسدية الملحوظة.

## التاريخ القديم
2134-2000 قبل الميلاد - أظهرت الرسوم على جدران المعابد المصرية من الاسرة المصرية الحادية عشرة نساء يمارسن الرياضة ويلعبن ألعاب الكرة.
القرن السادس قبل الميلاد - كانت العاب الهاريان هي أول منافسة رياضية نسائية مسجلة اُقيمت في ملعب اولمبيا.
368 قبل الميلاد - فازت سائقة العربة ايورليونيس من مدينة أسبرطة (سبارتا) بسباقات العربات ذات الحصانين في الألعاب الأولمبية في ذلك العام. تم نصب تمثال من البرونز في أسبرطة تكريما لها.
القرن الثاني ميلاديا - وصف الكُتاب والمؤرخون المعاصرون النساء المبارزات اللاتي قاتلن في روما.
25-220 (حقبة سلالة هان) - تصور اللوحات الجدرانية لسلالة هان الحاكمة نساء يلعبن لعبة تسوجو  القديمة. هنالك عدد من الآراء حول الحقبة التاريخية لتلك اللوحات الجدارية بأقرب تقديرات إلى حوالي 5000 قبل الميلاد.
1296 - في وليمة عيد الميلاد (رأس السنة) لملك إنجلترا إدوارد الاول، قامت لاعبة بهلوان تدعى اما مود أو ماتيلدا ميكجوي بإبداء استعراضات بهلوانية كجزء من الترفيه.
حقبة ما قبل كولومبي (كولومبوس) - شاركت النساء من السكان الاصليون في الأميركيتين في العديد من الرياضات مثل مسابقة القدم والسباحة وألعاب العصى والكرة ومسابقات المصارعة. بدءا من القرن السادس عشر، بدأ المستوطنون الأوروبيون والنفوذ الاستعماري تدريجيا بالحد من فرص الرياضة للنساء من السكان الاصليين، خاصة عندما حاول الأوروبيون دمج السكان الاصليين قسرا في الثقافة الغربية.
1493 - اُقيم سباق القوارب والذي شاركت فيه خمسين فلاحة عندما زارت النبيلة الإيطالية بياتريس دي إيستى مدينة البندقية.
1567- أصبحت ماري، ملكة إسكتلندا، أول امرأة مسجلة تلعب الغولف في اسكتلندا في ملعب روابط موسيلبرج (Mussel burgh links)

## القرن الثامن عشر
1722 - فازت الملاكمة البطلة الإنجليزية إليزابيث ويلكنسون بأول مباراة علنية لها بعد تحدي امرأة محلية للقتال.
1745 - أُقيمت أول مباراة كريكت مسجلة للسيدات في مدينة سري بإنجلترا. بحلول النصف الثاني من القرن التاسع عشر، أصبحت مباريات الكريكت للسيدات بين الفرق المحلية شائعة في جنوب شرق إنجلترا.
1768 - لعبت امرأة فرنسية تدعى مدام بونيل مباراة تنس ضد السيد تومكينس. تغلبت عليه بعد ثلاث مجموعات بنتيجة 2-1، لتعود وتفوز مرة أخرى في مباراة العودة بعد أحد عشر يوم.
1780 - في المضمار الأمريكي لسباق الخيل في فيمستيد بلينز، لونغ ايلاند، اُقيم حدث الفروسية لمدة ثلاث أيام وتضمن سباق الفروسية للسيدات.
1781 - عندما أصبحت الرماية رياضة شعبية للأرستقراطيين في إنجلترا، تنافس نساء ورجال الطبقة العليا في مسابقات الرماية واسسوا جمعيات رماية مثل جمعية توكسوفيليت.
1784 - كانت الفرنسية إليزابيث ثيببل أول امرأة تطير في منطاد الهواء الساخن.
1790s (تسعينيات القرن الثامن عشر) - اُقيمت مسابقة كرة القدم السنوية للسيدات في مد لوثيان في اسكتلندا.

## القرن التاسع عشر
1811 - عُقِدت أول بطولة غولف للسيادات في نادي رويال موسيلبيرج للغولف في اسكتلندا.
1816 - قدمت بهلوان السير على الحبل المشدود الفرنسية مدام ساكي عرضًا في إنجلترا للاحتفال بافتتاح جسر فوكسهول. بعد صعود حبل يبلغ طوله 300 قدم إلى اعلى برج، قدمت إحدى حيلها المميزة حيث ركضت عائدة على طول الحبل في حين انفجار الالعاب النارية في الخلفية.
1819 - أصبحت السيدة ادولف أول امرأة تمشي على الحبل المشدود علنًا في معرض بمدينة نيويورك.
1825 - صعدت مدام جونسون من مدينة نيويورك منطاد الهواء الساخن في نيويورك، لتهبط لاحقا في مستنقع في ولاية نيو جيرسي المجاورة.
1842 - حققت لاعبة التجديف الإنجليزية آن جلانفيل شهرة وطنية لتصبح معروفة باسم بطلة العالم للتجديف؛ غالبا ماكان يفوز طاقمها المكون من النساء فقط ضد أفضل فرق الرجال.
1856 - نظمت السباحة السويدية ومديرة الحمامات نانسي ايدبرج أول معارض سباحة عامة لها بمشاركة سباحات من النساء.
1858 - في الخامس من أغسطس، أصبحت الأمريكية جوليا ارشيبالد هولمز أول امرأة تتسلق قمة بايكس بيك في كولورادو.
1863 - ادخلت هيئات إدارة اتحاد كرة القدم قواعد موحدة للحد من العنف في الملعب مما جعلها رياضة مقبولة اجتماعيًا لمشاركة السيدات.
1864 - قامت مجموعة مكونة من خمسة وعشرين عضواً مؤسساً بتشكيل نادي بارك بليس للكروكيت في بروكلين. من المُعتقد أن رياضة الكروكيت هي أول لعبة تُلعب بواسطة كلا الجنسين في الولايات المتحدة.
1866 - شُكل فريقين في رياضة البيسبول (كرة القاعدة) من النساء في كلية فاسار في نيويورك.
1867 - شُكل أول نادي غولف للسيدات في سانت اندروز في اسكتلندا. اكتسب النادي 500 عضوًا بحلول عام 1886.
1867 - أصبح نادي البيسبول دولي فاردنز من فيلادلفيا في ببنسلفانيا أول نادي رياضي أمريكي من اصول أفريقية محترف للسيدات.
1870 - صورة لسباق التجديف المزدوج للسيدات على غلاف مجلة هاربر في 1870.
1874 - تم تقديم رياضة التنس إلى الولايات المتحدة بواسطة ماري ايونج اوتربريدج من جزيرة ستاتن. احضرت المعدات اللازمة للولايات المتحدة من برمودا وأنشأت أول ساحة تنس أمريكية في نادي جزيرة ستاتن للكريكت والبيسبول.
1875 - لُعبت أول مباراة بيسبول للسيدات امام جمهور حي في سبرينغفيلد، إيلينوي في الحادي عشر من سبتمبر.